# University of East Anglia
University of East Anglia (forkortet UEA) er et offentlig forskningsuniversitet i Norwich, England. Det blev etableret i 1963 på 130 hektar campus vest for byens centrum. Universitetet har fire fakulteter og 26 studieretninger. Den årlige indkomst for institutionen i 2016–17 var £273.7 million, hvoraf £35,6 millioner var fra forskningstilskud og -kontrakter, med en udgift på £262.6 mio.
Universitetet er rangeret som nummer 13 i Storbritannien af The Times og Sunday Times, 14. af The Complete University Guide og 18. af The Guardian.

## Historie

### 1960'erne
Forsøg havde været gjort for at oprette et universitet i Norwich i 1919 og 1947, men på grund af manglende statslig finansiering ved begge lejligheder var planer blevet udskudt. University of East Anglia fik i sidste endegivet grønt lys i april 1960, og åbnede sine døre i oktober 1963 til biologiske videnskaber og engelske-studerende. I første omgang fandt undervisningen sted i den midlertidige "University Village". Placeret på den modsatte side af Earlham Road til den nuværende campus, var dette en samling af præfabrikerede strukturer designet til 1200 studerende, der er fastlagt af det lokale arkitektfirma Feilden and Mawson. Der var ingen boliger. Rektor og administrationen var baseret i nærheden på Earlham Hall.

## Bemærkelsesværdige alumni
UEA alumni i videnskab inkluderer 2001-vinderen af Nobelprisen i fysiologi eller medicin og tidligere President of the Royal Society Sir Paul Nurse (PhD, 1973); Robert Koch Prize, Lasker Award og Gairdner Foundation International Award vindende medopdager af Hepatitis C og af Hepatitis D genomet Sir Michael Houghton (Biological Sciences, 1972); og medlemmer af Royal Society James Barber, Keith Beven, Mervyn Bibb, Richard Flavell, Don Grierson, Brian Hemmings, Terence Rabbitts, Nick Talbot.